# Eboli
Eboli (AFI: /ˈɛboli/; Jevule in dialetto ebolitano) è un comune italiano di 37 552 abitanti della provincia di Salerno in Campania.
Frequentato fin dalla preistoria, il territorio ebolitano costituisce la porzione più estesa della piana del Sele.

## Geografia fisica

### Territorio
La città è sorta sulle pendici del Montedoro, un contrafforte del gruppo montuoso del Raione e del Ripalta. Il territorio è in larghissima parte pianeggiante, situato nella piana del Sele (pianura alluvionale) che ne delimita il territorio a sud. La restante parte, di morfologia collinare-montuosa, ricade nel parco regionale Monti Picentini. Oltre al Montedoro, il territorio comprende la zona collinare dei Monti di Eboli, suddivisa fra il comune di Olevano sul Tusciano e quello di Battipaglia.
- Classificazione sismica: zona 2 (sismicità medio-alta), Ordinanza PCM. 3274 del 20/03/2003
- Classificazione climatica: zona C, 1134 GR/G

## Origini del nome
Il nome Eboli potrebbe derivare dal greco Eu bòlos (εὖ βῶλος, "buona zolla"), o dal mitico fondatore Ebalo, figlio della ninfa Sebeti e di Telone, re di Capri, menzionato da Virgilio alla fine del settimo libro dell'Eneide ("Oebale quem generasse Telon Sebetide Nympha"). Si tratta, tuttavia, di ipotesi non documentate da fonti scritte.
Quando i greci arrivarono ad Ebhura (trascrizione indoeuropea), trovando il nome simile a quello di numerose località pelasgiche della Grecia, la indicarono come "Ephýra katà Kampánian" (Ἐφύρα κατὰ Καμπάνιαν). Difatti, il nome "Ephýra" (Ἐφύρα) è l'antico nome di Corinto. Un'ulteriore origine potrebbe essere "Εὖ πόλις", ossia "buona città": la π,  la π, tramite un processo linguistico di labiovelarizzazione seconda, si sarebbe trasformata nella labiovelare β, dando origine a "Εὖ βόλις", trasformatosi nel latino Eburum e che sarebbe sfociato poi nella variante del latino medievale "Ebolus", dunque "Evoli" e poi, infine, "Eboli".

## Storia
Il territorio fu frequentato sin dalla preistoria, come testimonia il ritrovamento di una mummia neolitica in località Corno d'Oro.
Ricca di reperti archeologici rinvenuti in diversi siti dislocati sulle colline (numerosi corredi funerari risalenti all'eneolitico, reperti della cultura del Gaudo e all'età del bronzo ritrovati su Montedoro), in Eboli risulta consolidata nei secoli successivi la presenza della civiltà villanoviana. A partire dalla fine del V secolo a.C. furono fiorenti i rapporti commerciali tra le popolazioni etrusche a nord e quelle greche a sud, tanto che Eboli divenne un centro di riferimento importante per le tribù lucane dell'entroterra, come testimoniato dalle numerose necropoli sparse lungo il perimetro del centro storico.

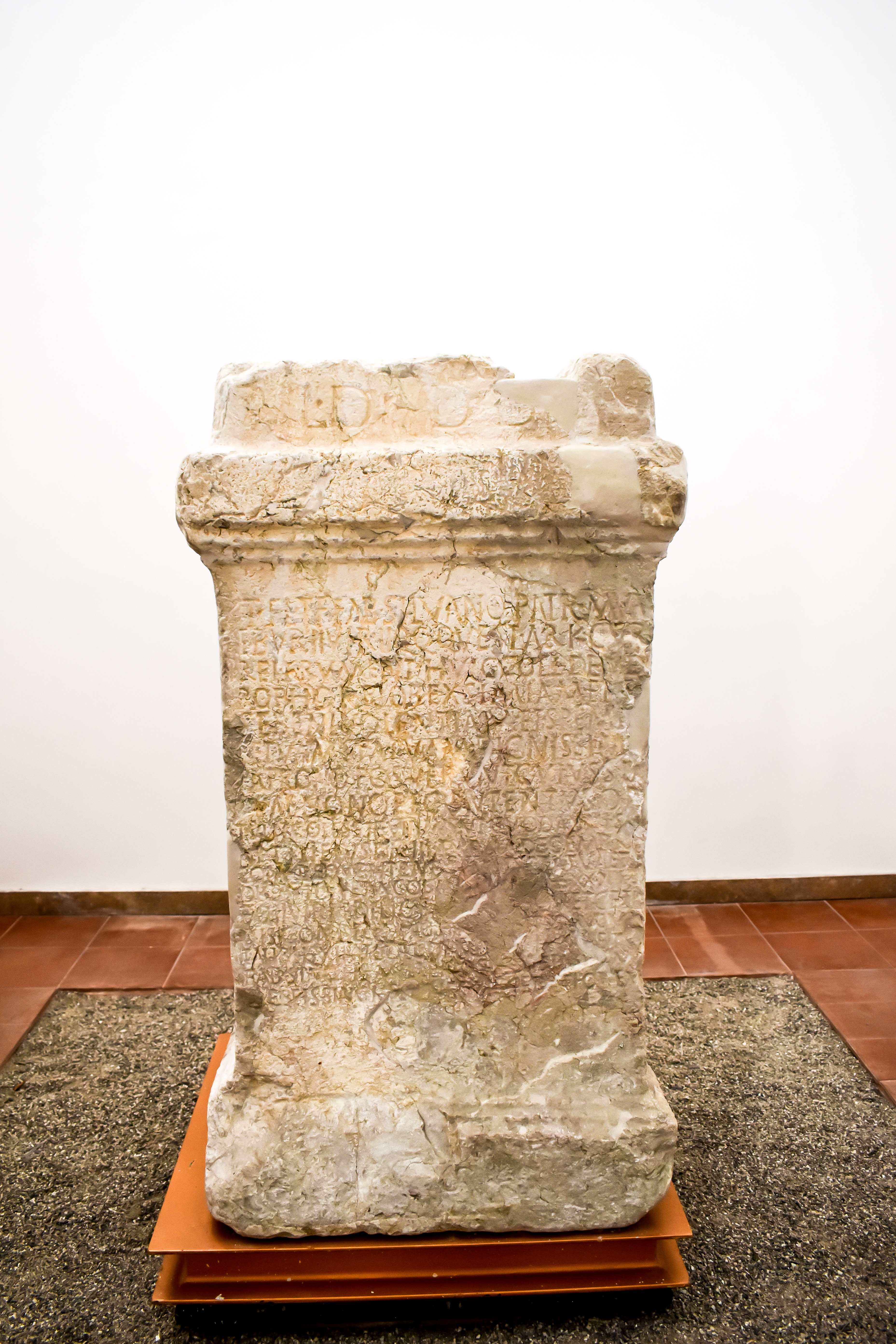
Stele Eburina

Con l'arrivo dei romani e la costruzione della via Popilia (che congiungeva Capua a Regium) Eburum divenne un importante e fiorente centro artigianale e commerciale, come dimostrano i resti di un antico quartiere artigianale (datato III-II secolo a.C.) dedito alla produzione di ceramica, grazie alla presenza di tre fornaci romane ubicate a pochi passi dal santuario dei SS. Cosma e Damiano. "[…] Terra antiqua, potens armis atque ubere glebae": così ne parla Virgilio nell'Eneide. Del IV secolo è la villa romana rinvenuta in località Fontanelle, distante meno di un chilometro dal centro.

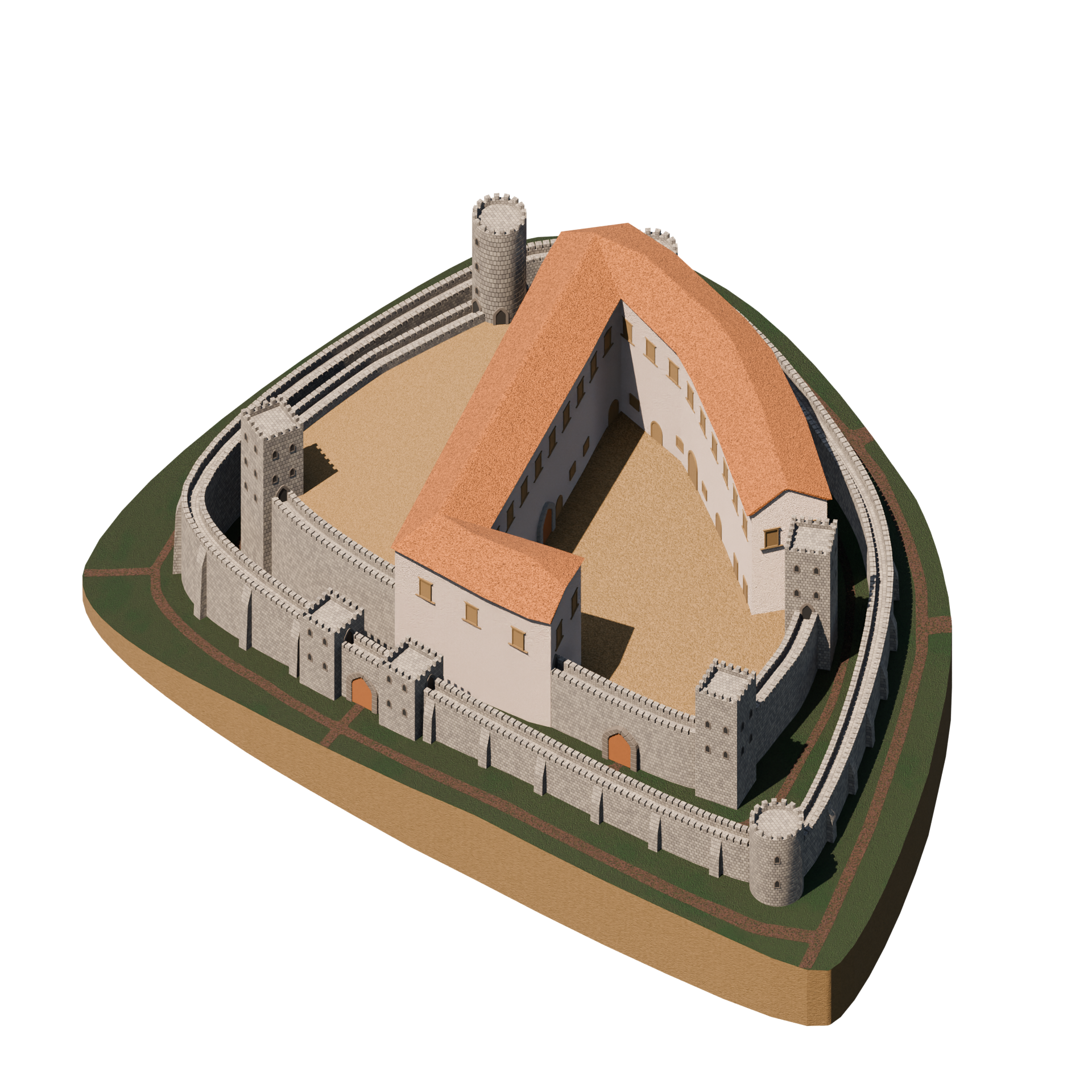
Ricostruzione del Castello Colonna con tutte le sue stratificazioni

A testimonianza della grande vitalità di questo centro i romani concessero ad Eburum lo status giuridico di municipium, rendendo i suoi cittadini a tutti gli effetti cives romani pur mantenendo il diritto a governarsi con leggi proprie, come dimostra la stele eburina (oggi conservata presso il museo archeologico della media valle del Sele). Il piedistallo di una statua al tempo dedicata al console Tito Flavio Silvano, ritrovata nel basamento dell'antica chiesa di Sancta Maria ad Intra nel centro storico, riporta in calce un'iscrizione in latino (un latino non perfetto, o forse già frammisto ad elementi di volgare) che definisce "Eburum, municipium romano".
Con la caduta dell'Impero romano, Eboli fu distrutta una prima volta da Alarico nel 410 d.C. e successivamente saccheggiata e devastata dai saraceni nel IX e X secolo. Tuttavia, gli insediamenti sul Montedoro sopravvissero fino a quando giunsero in queste terre i Longobardi. Nel Medioevo fu identificata con il nome Evoli (nel dialetto locale ancora oggi persiste la forma Jévule, evidente eredità del nome medievale). La città in quel periodo storico divenne un caposaldo del sistema difensivo del Principato di Salerno grazie al suo imponente castello, eretto da Roberto il Guiscardo, circondato da mura e dalle sue cinque porte. Numerosi furono gli interventi di recupero di antiche chiese e complessi monumentali attuati dai Normanni: ne è un esempio ancora tangibile la basilica di San Pietro Alli Marmi, oggi sede del convento dei frati Cappuccini.

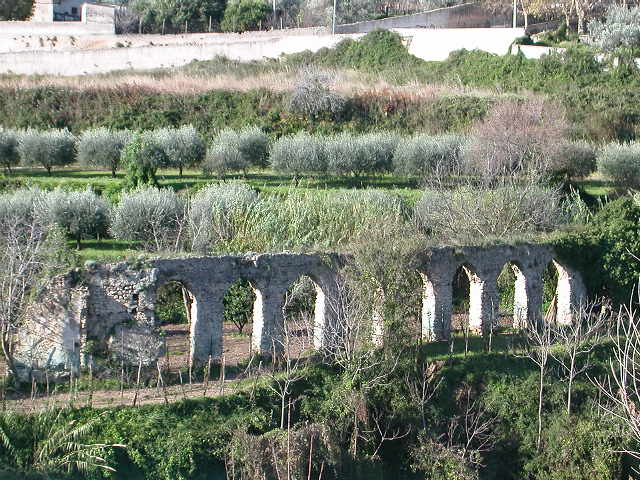
Resti di acquedotto medievale sui Monti di Eboli.

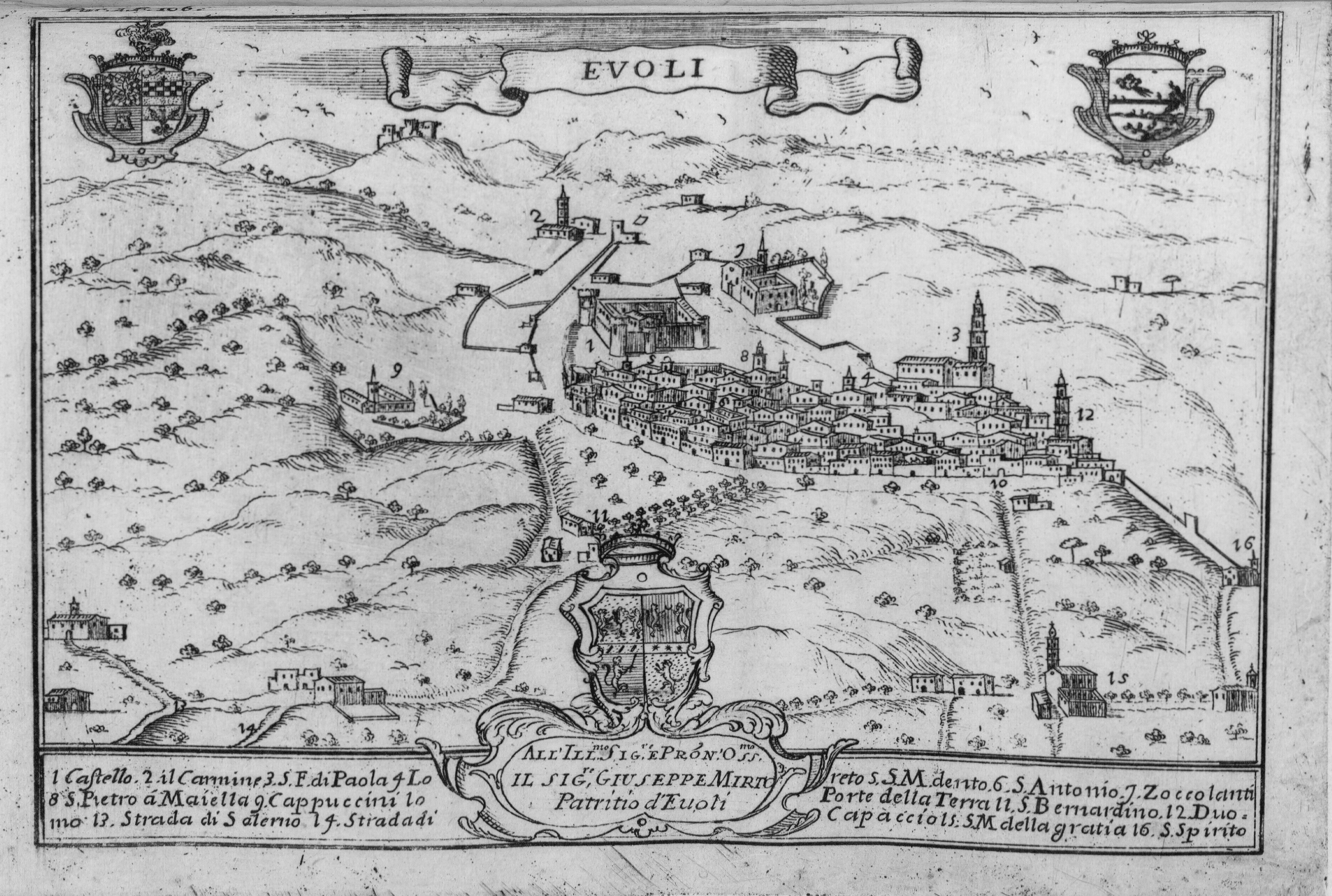
Cartina cittadina del 1703.

Dal 1811 al 1860, Eboli fu capoluogo dell'omonimo circondario appartenente al distretto di Campagna del regno delle Due Sicilie. In questo periodo, con la creazione di un apposito istituto, fu avviata la bonifica degli acquitrini e delle paludi che ricoprivano vaste aree di territorio coltivabile della piana del Sele.
Per l'epoca delle lotte per l'Unità d'Italia, nel centro storico della città una targa ricorda ancora l'ospitalità che una famiglia locale concesse a Giuseppe Garibaldi (alcuni accenni sparsi raccontano anche che proprio a Eboli trovarono rifugio alcuni membri della spedizione organizzata da Carlo Pisacane, sopravvissuti all'eccidio di Sapri). Dal 1860 al 1927, durante il regno d'Italia, Eboli fu capoluogo dell'omonimo mandamento appartenente al circondario di Campagna. Nel 1929 dal territorio ebolitano si distaccò la frazione di Battipaglia, che divenne comune autonomo.
Il 26 luglio 1943 formazioni di aerei anglo-americani effettuarono una prima incursione su Eboli, sganciando bombe nei pressi del mercato coperto, in corso Matteo Ripa. Vi furono tre morti, un civile e due soldati. Quella prima incursione fu un campanello d’allarme, infatti, la popolazione temendo il ripetersi di altre incursioni abbandonò la città riversandosi sui monti limitrofi o in altri paesi vicini. Una seconda incursione si ebbe la sera del 4 agosto e questa fu molto più devastante: le varie formazioni di aerei che vi parteciparono fecero cadere tonnellate di bombe sulla città, con l’evidente scopo di raderla al suolo. Le abitazioni di Eboli furono distrutte per il 70%.
Eboli deve gran parte della sua fama contemporanea grazie al libro di Carlo Levi, Cristo si è fermato a Eboli, benché gli eventi dell'opera non siano ambientati nel comune campano, ma in Basilicata durante il regime fascista. La città fu inoltre sede di un discorso bellicoso di Benito Mussolini poco prima dell'inizio della Guerra d'Etiopia (discorso che il dittatore stesso ricorderà all'inizio della campagna italiana di Grecia).
Nel 1980, il terribile terremoto dell'Irpinia non risparmiò la città con il crollo di palazzi e il danneggiamento di scuole, la cui ricostruzione è stata completata solo al fine degli anni '90. Durante il sisma due ebolitani persero la vita.

### Simboli

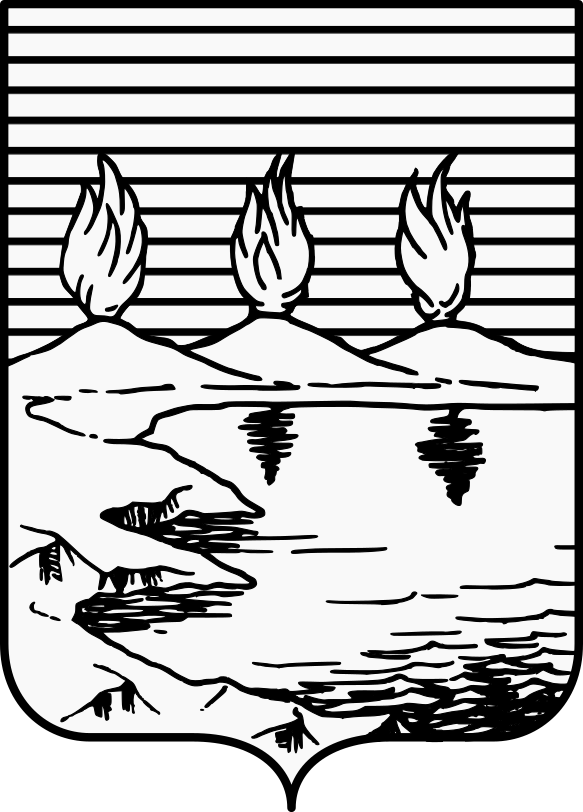
Vecchio Stemma di Eboli

Lo stemma e il gonfalone del comune di Eboli sono stati concessi con decreto del presidente della Repubblica del 21 aprile 1999.
Stemma
Gonfalone

## Monumenti e luoghi d'interesse

### Architetture civili
- Palazzo Martucci - Mauro - Cuomo (XV secolo).
- Palazzo de Consulibus (XVI secolo).
- Palazzo Paladino La Francesca (XV secolo).
- Palazzo La Francesca (XVIII secolo)
- Palazzo Romano Cesareo (XII secolo).
- Palazzo Romano (XVII secolo)
- Palazzo Campagna (XVI secolo).
- Palazzo Romano (XIX secolo).
- Palazzo Novella (XV secolo).
- Palazzo Corcione (XV secolo).
- Palazzo Zuccaro (XIX secolo)

### Architetture militari
- Castello Colonna (XI secolo)
- Castello Pezzullo (XIX secolo)[15]

### Architetture religiose
- Basilica di San Pietro Alli Marmi (1076).
- Chiesa collegiata di Santa Maria della Pietà (XII secolo).
- Santuario dei Santi Cosma e Damiano (Eboli) (XX secolo).
- Monastero di Sant'Antonio Abate (XIV secolo).
- Cappella di Santa Maria ad Intra (X secolo).
- Chiesa della S.S. Trinità - Ex Convento di Sant'Antonio di Padova (XII secolo).
- Chiesa dei SS. Cosma e Damiano (1771).
- Chiesa di San Nicola de Schola Graeca (XII secolo).
- Ex Chiesa di San Lorenzo (XI secolo)
- Chiesa di San Francesco - Ex Convento di San Francesco (1286).
- Chiesa della Madonna delle Grazie (XV secolo).
- Chiesa di San Biagio (XIV secolo).
- Chiesa di San Vito al Sele (X secolo).
- Chiesa della Madonna della Catena.
- Chiesa di Santa Maria del Soccorso.
- Cappella di Santa Margherita (XII secolo)
- Chiesa di San Giuseppe (XI secolo)
- Cappella di San Berniero (XVIII secolo)
- Cappella di Santa Cecilia (X secolo)

### Monumenti
- Monumento ai caduti in piazza della Repubblica (1924)
- Leoni di piazza della Repubblica (1872)
- Monumento a Vincenzo Giudice, maresciallo della Guardia di Finanza, vittima della rappresaglia nazi-fascista
- Monumento a Carlo Levi lungo il viale Amendola.
- Monumento a padre Matteo Ripa, missionario e fondatore del Collegio dei Cinesi (ora Istituto Universitario Orientale).
- Monumento al colonnello Calò.
- Epitaffio del Regio Cammino di Matera (1797)

### Aree archeologiche
- Villa romana di epoca imperiale in località Paterno.
- Due tratti di cinta muraria del IV secolo a.C.
- Area artigianale del IV-II secolo a.C. in zona SS. Cosma e Damiano.
- Acquedotto medievale sul Montedoro.
- Fornaci romane

### Aree naturali
- Riserva naturale Foce Sele - Tanagro, sito di Interesse Comunitario IT 8050010 comprendente le fasce litoranee a destra e sinistra del fiume Sele e parte del litorale tirrenico.
- Area Protetta Dunale Legambiente Silaris, comprendente parte della Riserva naturale Foce Sele - Tanagro.[16]
- Area naturale di San Miele
- Parco naturale comunale di San Donato

#### Sentieri naturalistici
- Percorso dei mulini: percorso naturalistico e archeologico lungo 358 m così chiamato per la presenza di mulini e frantoi[17].
- Sentiero San Donato[17].

#### Grotte
Elenco delle cavità naturali presenti nel territorio comunale:
- Grotta Cozzolino
- Grotta Tiranna
- Grotta dei Morti
- Grottone di Eboli
- Grotta di Giacobbe
- Caverna dei Tre Ingressi
- Grotta dei Briganti

## Clima
| Eboli               | Mesi | Mesi | Mesi | Mesi | Mesi | Mesi | Mesi | Mesi | Mesi | Mesi | Mesi | Mesi | Stagioni | Stagioni | Stagioni | Stagioni | Anno |
| Eboli               | Gen  | Feb  | Mar  | Apr  | Mag  | Giu  | Lug  | Ago  | Set  | Ott  | Nov  | Dic  | Inv      | Pri      | Est      | Aut      | Anno |
| ------------------- | ---- | ---- | ---- | ---- | ---- | ---- | ---- | ---- | ---- | ---- | ---- | ---- | -------- | -------- | -------- | -------- | ---- |
| T. max. media (°C)  | 11,3 | 12,1 | 14,3 | 17,6 | 22,0 | 25,9 | 28,5 | 28,3 | 25,3 | 20,6 | 16,0 | 12,5 | 12,0     | 18,0     | 27,6     | 20,6     | 19,5 |
| T. min. media (°C)  | 5,2  | 5,3  | 6,4  | 8,5  | 12,0 | 15,8 | 18,2 | 18,7 | 16,4 | 12,8 | 9,5  | 6,6  | 5,7      | 9,0      | 17,6     | 12,9     | 11,3 |
| Precipitazioni (mm) | 102  | 86   | 73   | 66   | 42   | 28   | 23   | 33   | 64   | 95   | 120  | 110  | 298      | 181      | 84       | 279      | 842  |

## Società

### Evoluzione demografica
Abitanti censiti

### Etnie e minoranze straniere
Al 31 dicembre 2023 i residenti stranieri erano 5 002.

### Istituzioni, enti e associazioni
- Ospedale Maria Santissima Addolorata
- Campolongo Hospital (Campolongo)

### Religione

#### Chiesa cattolica
La maggioranza della popolazione è di religione cristiana appartenenti principalmente alla Chiesa cattolica; il comune appartiene alla forania omonima dell'arcidiocesi di Salerno-Campagna-Acerno, suddivisa in sette parrocchie.

#### Chiesa evangelica
L'altra confessione cristiana presente è quella evangelica con una comunità fondata nel 1950 circa.

#### Altri culti
Fra gli altri culti sono presenti i Testimoni di Geova, con una sala del Regno.
Altre religioni presenti sul territorio ebolitano: Chiesa ortodossa, Islam.

## Cultura
L'elemento di maggiore notorietà della cittadina è l'essere citata nel titolo del libro di Carlo Levi, Cristo si è fermato a Eboli; lo scrittore antifascista torinese, confinato ad Aliano in Basilicata, così riprendeva un'espressione della gente lucana: «Noi non siamo Cristiani, perché Cristo si è fermato ad Eboli»: così si intendeva dire che Eboli — «dove la ferrovia e la strada abbandonano il golfo di Salerno» — rappresentava l'avamposto della "Civiltà" prima di "addentrarsi" nelle desolate terre di Lucania.
Nel 1984 è stato intitolato a Carlo Levi il liceo artistico di Eboli e una piazzetta lungo il viale G. Amendola.

### Scuole
Nella città sono presenti diversi licei ed istituti superiori, sia pubblici che privati:
- Istituto di Istruzione Superiore "Perito-Levi" (liceo classico, liceo artistico, liceo europeo e liceo musicale e coreutico)
- Liceo scientifico "A. Gallotta"
- Istituto di Istruzione Superiore "Mattei-Fortunato" (istituto tecnico, istituto professionale).

### Biblioteche
Nella città è presente la Biblioteca - Mediateca "Simone Augelluzzi", divisa in fondo antico e moderno, nella quale sono conservati testi a partire dal XVII secolo, nonché i registri del Comune di Eboli a partire dall'anno 1806. Un'ulteriore Biblioteca è quella sita nella Basilica di San Pietro alli Marmi (la più antica della Provincia di Salerno, fondata nel 1076 da Roberto il Guiscardo), nella quale sono conservati incunaboli e stampe aldine, a partire dal XVI Secolo.
Nella sezione "Mediateca" è conservato l'importante fondo fotografico di Luigi Gallotta che documenta la trasformazione urbanistica, sociale e territoriale della provincia di Salerno nel corso del Novecento. Il fondo è costituito da circa 45 000 immagini tra lastre, negativi e positivi, in parte già digitalizzati.

### Arte
Ad Eboli, nel 1954, è stato ritrovato il quadro del Caravaggio raffigurante il Martirio di sant'Orsola. Il dipinto fu poi acquistato dalla Banca Commerciale Italiana (ora Banca Intesa) che lo conserva a Napoli.
La Curia Arcivescovile di Salerno è proprietaria di due opere provenienti da Eboli: dalla chiesa di San Francesco proviene una tavola di Roberto d'Oderisio rappresentante una "Crocifissione", del XIV secolo; da quella di Santa Maria della Pietà l'altra tavola con "L'Incoronazione della Vergine" dell'anonimo Maestro dell'Incoronazione di Eboli, opera della seconda metà del XV secolo. Entrambe le opere sono conservate nel Museo Diocesano di Salerno. Nello stesso Museo Diocesano "San Matteo" di Salerno vi è anche il dipinto, eseguito intorno al 1519, di Andrea Sabatini da Salerno raffigurante la "Madonna di Costantinopoli". L'opera proviene anch'essa dalla chiesa di San Francesco a Eboli ed è di proprietà della Curia Arcivescovile di Salerno. Nel 2017 nella chiesa di San Francesco il Comune di Eboli, in collaborazione con il Centro Culturale Studi Storici, ha posto due riproduzioni fotografiche in dimensioni originali delle opere; contestualmente si è dato avvio alla rassegna di Storia dell'Arte "Arte in Eboli". 
Nella chiesa di San Francesco a Eboli vi è un dipinto di "Santa Lucia con San Bonaventura e Santa Martire" di Paolo De Matteis e un dipinto raffigurante una "Crocifissione" di Nicola Maria Rossi, entrambi realizzati nella prima metà del XVIII secolo come pure vi è una statua della "Immacolata Concezione" in legno policromo di Giacomo Colombo di fine Seicento o inizi Settecento ed il trittico del 1472 di Pavanino da Palermo raffigurante la Vergine con Bambino tra i Santi Eustachio e Caterina d'Alessandria. Nella Sacrestia della stessa chiesa è stato allestito un piccolo museo contenente alcuni libri antichi e paramenti sacri. Nella cripta del convento dei Frati Francescani Cappuccini di San Pietro Apostolo vi è un'interessante statua in legno policromo raffigurante "San Fedele da Sigmaringa" (o Sigmaringen), frate cappuccino martire, opera di Giacomo Colombo.

### Musei
- Museo archeologico della media valle del Sele, ubicato nel complesso monumentale di S.Francesco
- Museum of operation Avalanche (MOA), ubicato nel complesso monumentale di S. Antonio
- Museo di San Francesco, ubicato nella chiesa di San Francesco

## Geografia antropica

### Urbanistica
La città ha usufruito nel tempo di diversi piani regolatori:
- Il Piano di Risanamento ed Ampliamento, di Gaetano Genovese, 1869.

Il Genovese, elabora un piano di ampliamento per l'intera città, come "dono che si facea da un patrio artista" per la sua "diletta terra natìa", costituente il primo passo verso il risanamento del nucleo originario, in modo da consentire all'esterno dell'abitato la preventiva sistemazione delle famiglie che avrebbero perso la propria casa per le demolizioni da operarsi all'interno: "ne conseguitava adottar si dovesse lo espediente primiero, come punto di partenza, d'avere un piano generale riordinatore dello esterno della Città coordinato all'interno, e con il maggior numero possibile di punti d'attacco, antiponendo forse alla bellezza inopportuna e superflua le vedute igieniche e di relazioni sociali con quanti ne stanno d'attorno in contatto o lontani" 8. Infatti, altra considerazione del Genovese era quella che Eboli, per il recente passaggio della ferrovia nel suo territorio, veniva acquistando un'importanza sempre più considerevole per lo smistamento dei traffici dalla strada ferrata alle vie secondarie di comunicazione verso l'interno.
Il 10 ottobre 1870, la progettazione viene abbandonata e sostituita da quella dell'architetto Francesco Paolo d'Urso, fratello dell'allora sindaco Raffaele.
- Il Piano di Risanamento ed Ampliamento, dell'ingegnere Adolfo Giambarba, 1885.

Giambarba si limita a espandere l'abitato su tutti i lati per la profondità di un unico lotto, ad eccezione della zona della Ripa e di quella nei pressi di S. Maria della Pietà, in cui le condizioni orografiche (i fortissimi dislivelli per la prima e il fiume per la seconda) rappresentano delle soglie da superare non facilmente anche dal punto di vista dei costi di realizzazione. L'unica zona in cui l'ampliamento è più consistente e prevede la realizzazione di un nuovo schema stradale a scacchiera è quella che dal Borgo arriva al ponte di S. Biagio, estendendosi verso la collina di S. Antonio.
- Il Piano Regolatore degli Orti Comunali, dell'ingegnere Diego Genovese, 1891.

Con deliberazione del 29 maggio 1890, il Consiglio comunale nominò per la formazione del piano l'ing. Diego Genovese, figlio del più illustre Gaetano. Dalla planimetria risulta che tutto il territorio di cui si è studiato il piano regolatore è di superficie circa metri quadrati 50.000. Tolte le strade da aprirsi, le piazze da crearsi, ecc. la restante zona è stata ripartita in nº 17 suoli, cioè 10 di prima classe e 7 di seconda, i quali tutti insieme rappresentano una superficie di metri quadrati 30.820, distinti in metri quadrati 19.923 di prima classe e metri quadrati 10.907 di seconda.
- Il progetto delle scuole elementari del 1906 e il piano per la regolarizzazione e la vendita dei suoli edificatori di proprietà comunale del 1912, dell'Ingegnere Antonio Storniello.

Viene elaborato nel 1906 e poi approvato dal Ministero della Pubblica Istruzione il 7 gennaio 1910 il progetto per la "Nuova Casa della Scuola in Eboli". Si trattava, inizialmente, di un grande edificio ad U, per maschi e femmine, delimitante verso nord la Piazza dei leoni con un imponente prospetto lungo ben 90 metri, più un'ulteriore "Palazzina per asilo d'infanzia".
In seguito, poiché così dimensionato avrebbe "sbarrato la prospettiva dello Stradone", fu scisso in due fabbricati identici, uno per le scuole maschili e l'altro per quelle femminili. Scrive lo stesso autore nella Relazione del progetto, a pag. 5: «Il motivo architettonico è in istile fiorentino, semplificato per i prospetti interni, nei quali sono incise le regolamentari finestre delle varie classi». I lavori per la realizzazione di questi edifici, che nel 1912 sono ancora in costruzione, rendono improrogabile la realizzazione di un piano che regolamenti, ma soprattutto incentivi, lo sviluppo urbano dell'area ad essi sottostante, di circa 95 000 metri quadrati, limitati a sud dalla "rotabile provinciale per le Calabrie, ad est dalla Via Madonna delle Grazie, a nord dalla villetta pubblica e ad ovest dalla via S. Bernardino". Messo da parte quello prima esposto, opera di Diego Genovese, l'incarico viene affidato allo stesso autore delle scuole in costruzione, aspettandosi un lavoro "informato a criteri edilizi, igienici ed economici".
Più che il risultato formale ottenuto dallo Storniello, in cui ancora una volta è riscontrabile l'influenza della prima pianificazione di Gaetano Genovese — la maglia ortogonale, la forma romboidale dell'incrocio delle due vie principali — , quello che caratterizza questo piano sono le funzioni a cui vengono destinate le due grandi aree a sud-est e a sud-ovest: rispettivamente assegnate alla fiera e alle industrie. Pertanto quella che doveva essere essenzialmente una zona di espansione residenziale acquista connotazioni legate anche allo sviluppo produttivo dell'intera città. Inoltre le strade vengono suddivise, per stimare il differente valore dei lotti, in quelle appartenenti alla prima categoria (lo Stradone, la sua mediana, i due assi obliqui), alla seconda (le vie discendenti parallelamente allo Stradone, ai fianchi degli edifici scolastici) e alla terza (i rimanenti percorsi). Ma probabilmente i tempi non erano ancora maturi, se alle ottimistiche disposizioni contenute nel Capitolato, tra cui "Qualora per un dato lotto vi siano più richieste, si aprirà fra i richiedenti una gara a norma delle vigenti leggi", seguirà dopo ben 9 anni, un avviso affisso per le strade di Eboli in cui il Sindaco rendeva noto che coloro i quali avessero desiderato "suoli gratuiti per l'edificazione di case popolari (coloniche ed operaie), avrebbero potuto presentare domanda e progetto, oppure scegliere tra i due depositati presso il Comune, compilati dall'ing. Storniello, per i due tipi di case.

### Frazioni
In base al 14º Censimento Generale della Popolazione e delle Abitazioni, i centri abitati principali sono:
- Cioffi: 127 abitanti 31 m s.l.m., situata al centro della piana del Sele, all'intersezione della Strada statale 18 Tirrena Inferiore con la SP 416, vi ha sede il centro operativo del Consorzio di bonifica in Destra del fiume Sele.
- Corno d'Oro: 462 abitanti 40 m s.l.m., situata lungo la SS 18.
- Santa Cecilia: 1 580 abitanti 18 m s.l.m., situata lungo la SS 18.

Località
- Campolongo I: 100 abitanti 2 m s.l.m., situata lungo la SP 175, dista 17,89 km dal medesimo Comune di Eboli
- Campolongo II: 185 abitanti 3 m s.l.m., situata lungo la SP 175, dista 17,64 km dal medesimo Comune di Eboli
- Casarsa: 235 abitanti 92 m s.l.m., situata lungo la SS 19, dista 4,01 km dal medesimo Comune di Eboli
- Fiocche
- Tavernanova: 53 abitanti 15 m s.l.m., dista 11,61 km dal medesimo Comune di Eboli

## Economia
La prevalenza economica della città di Eboli è data dalle medie e grandi aziende agricole, con produzione in campo aperto e serricoli. Vi sono produzioni di carciofi, verdure, rucola, finocchi, angurie, meloni, kiwi e pomodori. Il territorio Ebolitano è molto vasto e vi si produce anche la mozzarella di bufala campana che è luogo di origine.
Altre aziende sono presenti nella produzione della pasta, dei mangimi e dei gelati, aziende floricole e vivai.
Sono presenti lungo la litoranea lidi e bagni anche per diversamente abili e per gli amici animali.
Poche ma ottime sono le strutture ricettive, alberghi ed hotel, acerba ancora lo sviluppo turistico.

## Infrastrutture e trasporti

### Strade
La città è dotata di un'uscita autostradale sull’A2 Salerno-Reggio Calabria che funge da porta secondaria di accesso (dopo lo svincolo di Battipaglia) al Cilento.
Le strade statali che attraversano il territorio comunale sono tre:
- la strada statale 18 Tirrena Inferiore, asse viario che collega Battipaglia, attraversando le frazioni Corno d'Oro, Cioffi e Santa Cecilia, con il Cilento;
- la strada statale 19 delle Calabrie, principale collegamento con Battipaglia e gli Alburni;
- la strada statale 91 della Valle del Sele, principale collegamento con Campagna e l'Alto Sele.

Il territorio comunale è attraversato da numerose strade provinciali; quelle di maggiore rilevanza sono le seguenti:
- Strada provinciale 30, Cornito, principale collegamento tra Eboli, lo svincolo autostradale, la SS18 e la litoranea;
- Strada provinciale 175a, Litoranea, arteria stradale di collegamento tra Salerno e Paestum;
- Strada provinciale 350, Innesto SP 29/a-Eboli, collegamento tra Eboli e Olevano sul Tusciano;
- Strada provinciale 417, Aversana, strada parallela alla SP175;

Altre strade provinciali sono:
- Strada provinciale 8 Bellizzi (torrente Vallimonio)-Innesto SP 135-Innesto SP 312-Innesto SS 18;
- Strada provinciale 195, Innesto SS 18-Innesto SP 30;
- Strada provinciale 204, Innesto SP 195-Innesto SP 308-Innesto SS 18;
- Strada provinciale 262, Innesto SS 18-Innesto SP 175;
- Strada provinciale 308, Innesto SP 204-Innesto SP 30;
- Strada provinciale 312, Innesto SS 18-Innesto SP 8-Innesto SP 417-Innesto SP 175;
- Strada provinciale 317 Falagato-Corneto;
- Strada provinciale 412, Acqua dei Pioppi;
- Strada provinciale 413, Innesto SP 417-Innesto SP 175;
- Strada provinciale 416, Innesto SP 417-Innesto SS 18(Eboli);
- Strada provinciale 426, Serracapilli.

### Ferrovie
- Stazione di Eboli sulla ferrovia Battipaglia-Potenza-Metaponto.
- Posto di movimento di San Nicola Varco sulla Ferrovia Tirrenica Meridionale.

### Mobilità urbana
La mobilità è affidata, per quanto riguarda i trasporti extraurbani, alla società Sicurezza e Trasporti Autolinee - Sita Sud S.r.l. e alla Società Consortile Salernitana Trasporti.

## Amministrazione
Di seguito vengono elencati i primi cittadini del Comune, dal 1983 ad oggi, così come riportato nell'archivio del Ministero dell'Interno
| Periodo           | Periodo           | Primo cittadino      | Partito                                | Carica                    | Note          |
| ----------------- | ----------------- | -------------------- | -------------------------------------- | ------------------------- | ------------- |
| ottobre 1983      | luglio 1985       | Elio Presutto        | Partito Socialista Italiano            | sindaco                   |               |
| 6 settembre 1988  | 6 agosto 1990     | Giuseppe Di Domenico | Partito Socialista Italiano            | sindaco                   | [ 31 ]        |
| 12 febbraio 1993  | 28 aprile 1993    | Francesco Mandia     | Partito Democratico della Sinistra     | sindaco                   | [ 32 ]        |
| 28 aprile 1993    | 6 giugno 1993     | Vincenzo Ferraioli   |                                        | commissario straordinario | [ 33 ]        |
| 6 giugno 1993     | 19 settembre 1995 | Antonio Morrone      | Democrazia Cristiana                   | sindaco                   | [ 34 ]        |
| 19 settembre 1995 | 9 giugno 1996     | Gaetano Infantino    |                                        | commissario straordinario | [ 33 ]        |
| 9 giugno 1996     | 16 aprile 2000    | Gerardo Rosania      | Rifondazione Comunista                 | sindaco                   |               |
| 16 aprile 2000    | 4 aprile 2005     | Gerardo Rosania      | lista civica di centro-sinistra        | sindaco                   |               |
| 4 aprile 2005     | 29 marzo 2010     | Martino Melchionda   | lista civica di centro-sinistra        | sindaco                   |               |
| 29 marzo 2010     | 30 settembre 2014 | Martino Melchionda   | Partito Democratico                    | sindaco                   | [ 35 ]        |
| 30 settembre 2014 | 31 maggio 2015    | Vincenza Filippi     |                                        | commissario straordinario | [ 33 ]        |
| 31 maggio 2015    | 21 settembre 2020 | Massimo Cariello     | Fratelli d'Italia-Nuovo PSI            | sindaco                   |               |
| 21 settembre 2020 | 9 ottobre 2020    | Massimo Cariello     | liste civiche di centro sinistra       | sindaco                   | [ 36 ] [ 37 ] |
| 9 ottobre 2020    | 3 dicembre 2020   | Luca Sgroia          | Partito Democratico                    | Sindaco facente funzioni  | [ 38 ]        |
| 3 dicembre 2020   | 18 ottobre 2021   | Antonio De Iesu      |                                        | commissario straordinario |               |
| 18 ottobre 2021   | in carica         | Mario Conte          | Articolo Uno-liste civiche di sinistra | sindaco                   |               |

### Gemellaggi
- Pastrana (Guadalajara), dal 1998
- San Giovanni Rotondo, dal 2018

### Altre informazioni amministrative
Le competenze in materia di difesa del suolo sono delegate dalla Campania all'Autorità di bacino regionale Destra Sele e all'Autorità di bacino interregionale del fiume Sele.
Per quel che riguarda la gestione dell'irrigazione e del miglioramento fondiario, l'ente competente è il Consorzio di bonifica in Destra del fiume Sele.

## Sport
Ha sede nel comune la squadra di calcio Società Sportiva Ebolitana 1925 che milita nel campionato di Eccellenza Campana, nel girone B.
La compagine di calcio a 5 Feldi Eboli disputa il campionato di Serie A.
La società CRESH Eboli (Circolo Rotellistico Ebolitana Sporting Hockey Eboli) è invece una squadra di hockey su pista.

### Impianti sportivi
- Stadio José Guimarães Dirceu, con una capienza di 15 000 posti, intitolato al calciatore brasiliano Dirceu, scomparso nel 1995, che dal 1989 al 1991 aveva militato nell'Ebolitana.
- PalaSele, con una capienza di 8 000 posti a sedere.
- Stadio Edmondo Massajoli, con una capienza di 1500 posti a sedere, è la più vecchia struttura calcistica della città.